# クラリッジホテル

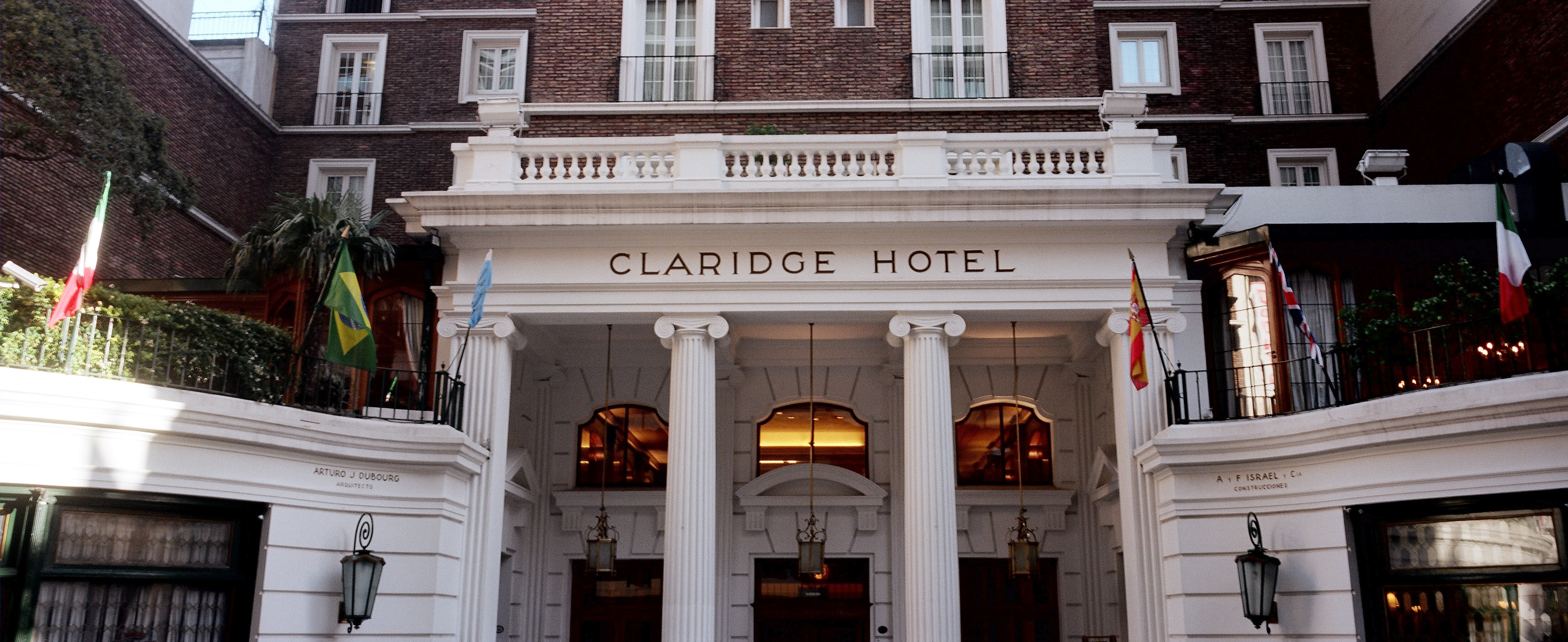
ホテルエントランス

クラリッジホテル（スペイン語: Claridge Hotel）は、アルゼンチンの首都ブエノスアイレスにある五つ星ホテル。バルセロナに拠点を持つユーロスターズホテルカンパニーが経営元である。

## 概要
建築家であるアルトゥーロ・ドゥブールが設計を行い、1946年に創業。ロビー右側にビュッフェレストランが設置されている。155室の部屋と夏季限定のプールを併設し、カサ・ロサダへのアクセスが至便である。
イタリア産の大理石を敷き詰め、玄関ポーチやロビーにはイオニア式を採用している。外壁はジョージアン様式となっている。アルベアル・パレス・ホテルと共に、ダライ・ラマ14世、モンセラート・カバリェ、アラン・ドロン、ビョルン・ボルグ、著名人が投宿した歴史を持っている。